# Bjørn Viker
Bjørn Viker (...) è un ex sciatore alpino e dirigente sportivo norvegese.

## Biografia
Specialista delle prove tecniche, Viker vinse la medaglia d'argento nello slalom speciale e quella di bronzo nella combinata ai Campionati norvegesi 1971 e gareggiò anche in Coppa del Mondo, senza ottenere piazzamenti di rilievo; non prese parte a rassegne olimpiche o iridate. Dopo il ritiro è stato direttore della stazione sciistica di Norefjell per 24 anni, fino al 2014.

## Palmarès

### Campionati norvegesi
- 2 medaglie:
  -  1 argento (slalom speciale nel 1971)
  -  1 bronzo (combinata nel 1971)[senza fonte]